# هراخولوسکی (ناحیه راکوونیک)
هراخولوسکی (به چکی: Hracholusky) یک منطقهٔ مسکونی در جمهوری چک است که در ناحیه راکوونیک واقع شده‌است.